# Cyrtandra cleopatrae
Cyrtandra cleopatrae là một loài thực vật có hoa trong họ Tai voi. Loài này được H.J.Atkins & Cronk mô tả khoa học đầu tiên năm 2001.